# Virgatanytarsus subreflexens
Virgatanytarsus subreflexens är en tvåvingeart som först beskrevs av Freeman 1955.  Virgatanytarsus subreflexens ingår i släktet Virgatanytarsus och familjen fjädermyggor. Inga underarter finns listade i Catalogue of Life.